# Rosularia lineata
Rosularia lineata är en fetbladsväxtart som först beskrevs av Pierre Edmond Boissier, och fick sitt nu gällande namn av Ernst Friedrich Berger. Rosularia lineata ingår i släktet Rosularia och familjen fetbladsväxter. Inga underarter finns listade i Catalogue of Life.